# 2002 XE91
2002 XE91 est un objet transneptunien faisant partie des cubewanos. 

## Caractéristiques
2002 XE91 mesure environ 228 km de diamètre.